# FESTAC 77

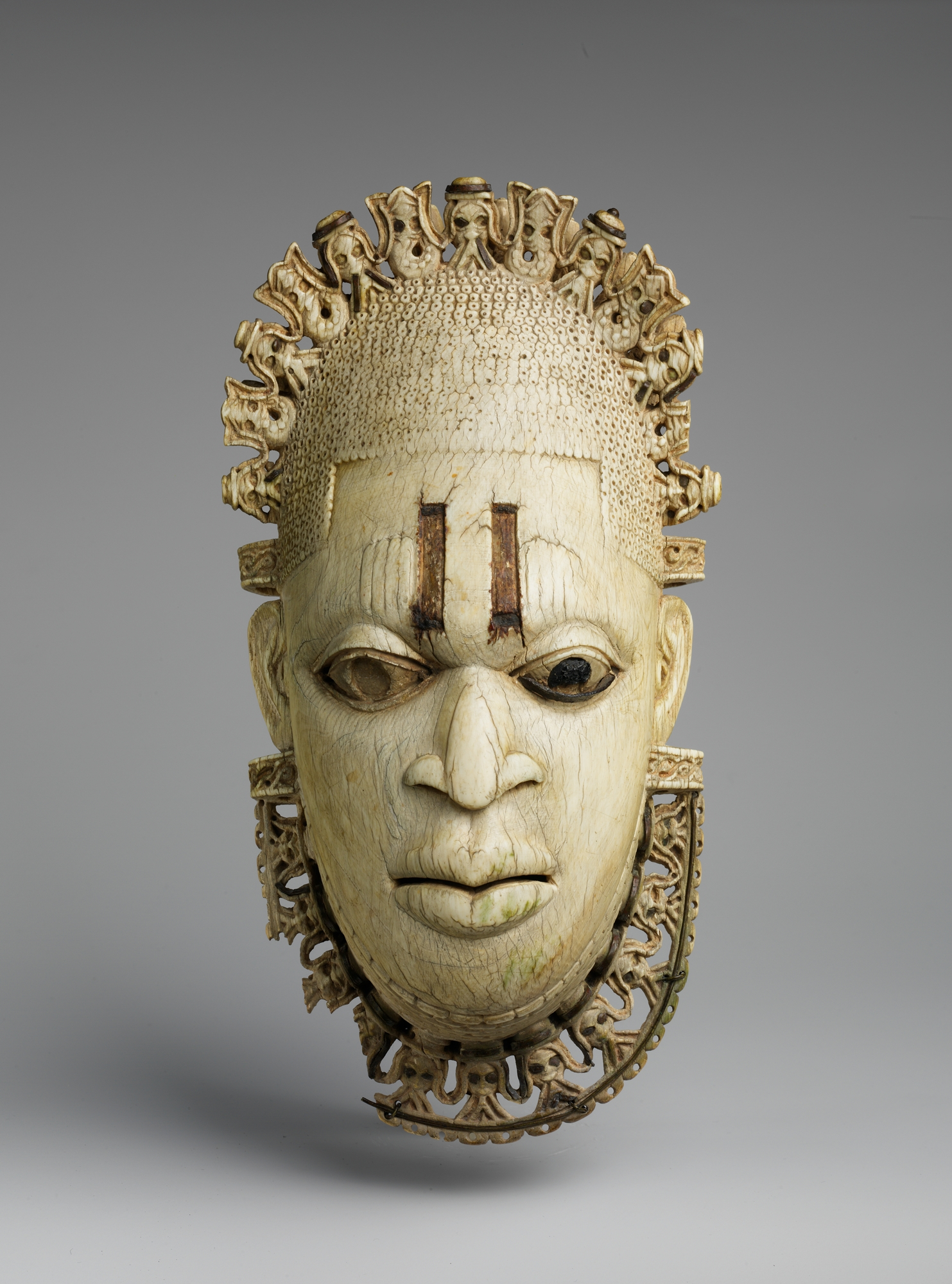
Masque-pendentif du Bénin (Metropolitan Museum of Art), dont une réplique est l'emblème officiel du festival.

Festac '77, le deuxième World Black and African Festival of Arts and Culture (le premier Festival mondial des arts nègres ayant eu lieu à Dakar en 1966), est un festival international majeur organisé à Lagos (Nigeria) du 15 janvier 1977 au 12 février 1977. Cet événement a célébré pendant un mois la culture africaine et présenté au monde la musique, les beaux-arts, la littérature, le théâtre, la danse, la philosophie et les religions traditionnelles africaines. L'événement a compté environ 16 000 participants, représentant 56 pays africains et des pays de la diaspora africaine, pour plus de 200 000 visiteurs.
Parmi les artistes les plus célèbres ayant participé au festival, il y a l'américain Stevie Wonder, le brésilien Gilberto Gil, Bembeya Jazz National de Guinée, Mighty Sparrow (en) de Trinité-et-Tobago, Les Ballets africains de Guinée, la sud-africaine Miriam Makeba et le congolais Franco Luambo. Il s'agissait à cette époque du plus grand rassemblement panafricain jamais organisé.
L'emblème officiel du festival était une réplique réalisée par le sculpteur nigerian Erhabor Emokpae (en) du Masque-pendentif du Bénin. L’organisation du festival a conduit à la création du Conseil national des arts et de la culture du Nigéria, Festac Town (en) et du National Arts Theatre (en), à Lagos. La plupart des événements se tiennent dans quatre lieux principaux : le théâtre national, le Lagos National Stadium, à Surulere, l'hôtel de ville de Lagos et la Tafawa Balewa Square (en).

## Préparation

### Contexte

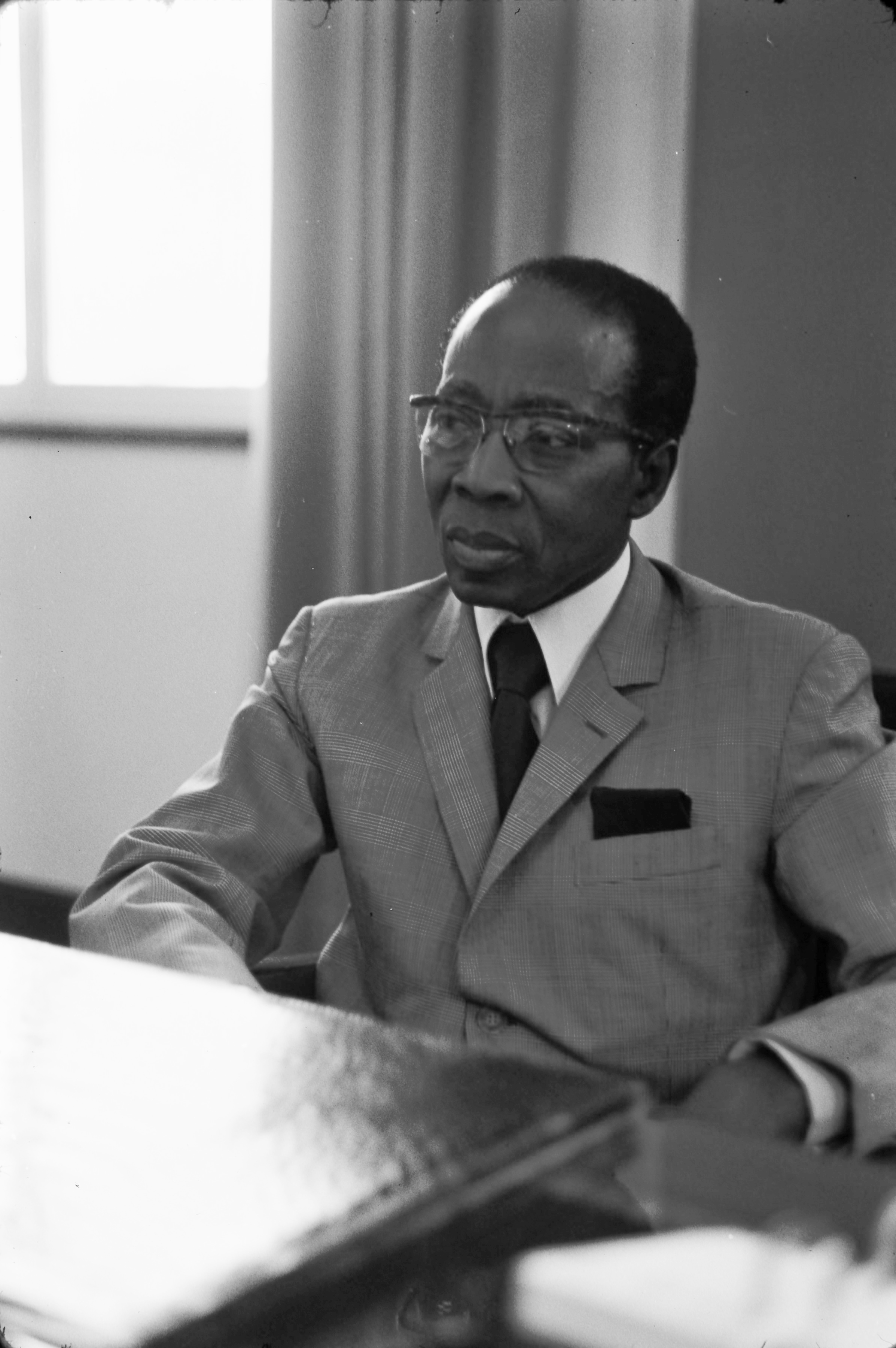
Léopold Sédar Senghor, en 1975.

L’inspiration pour la convocation de FESTAC peut être attribuée au développement d’idées sur la Négritude et le panafricanisme. Dans les années 1940, Aimé Césaire et Léopold Sédar Senghor, inspirés par les concepts du panafricanisme de W. E. B. Du Bois et du New Negro (en) d'Alain Locke, ont commencé une maison d'édition de presse à Paris appelé Présence africaine ; les deux hommes sont également membres de la Société africaine de culture.
Présence Africaine et la Société de la culture africaine ont organisé deux congrès : l'un en 1956 et l'autre en 1959 afin de promouvoir la culture et la civilisation noires. Le premier congrès est le Congrès des écrivains et artistes noirs à Paris et le second est un forum des écrivains noirs à Rome. Parmi les participants aux forums figuraient des écrivains d'ascendance ou d'origine africaine, tels qu'Alioune Diop, Cheikh Anta Diop, Léopold Senghor et Jacques Rabemananjara, Richard Wright, Aimé Césaire, George Lamming, Horace Mann Bond (en), Jacques-Édouard Alexis, John Aubrey Davis Sr. (en), William Fontaine (en), Jean Price Mars, James Baldwin, Chester Himes, Mercer Cook (en) et Frantz Fanon. Tous discutent de la question de la résurgence de la culture africaine et de la convocation d’un festival des arts.
En 1966, sous la direction de Léopold Senghor et grâce à des subventions de l'extérieur, notamment de la France et de l'UNESCO, le premier Festival mondial des arts nègres se déroule à Dakar (Sénégal) du 1er au 24 avril 1966. Dès la fin du premier festival, le Nigeria est invité à organiser le deuxième en 1970 afin de promouvoir la poursuite de l'unité des Noirs par le biais de festivals culturels,. Le pays hôte serait responsable de la fourniture de l’infrastructure et des installations nécessaires au bon déroulement du festival, ce qui inquiétait les observateurs, Lagos n'ayant pas les mêmes infrastructures que Dakar. Cependant, une guerre civile et des changements de gouvernement ont conduit à reporter le festival à 1977.
Les préparatifs du Festac commencent à Lagos le 3 octobre 1972, lorsque le Comité du festival international se réunit pour la première fois et décide que le festival aura lieu en novembre 1974. Le nom du festival a été changé de « Festival mondial des arts nègres » à « Deuxième festival mondial nègre et africain des arts et de la culture », « afin de tenir compte des réalités de l'unité africaine. » La date est reportée à novembre 1975. Les organisateurs divisent les pays en 16 zones géographiques, chacune comprenant un comité composé de représentants des peuples d'ascendance africaine ; le président de chaque zone deviendrait membre du comité du festival international. Le comité agit en tant que bras administratif du festival. Le désir d'améliorer le festival de Dakar a incité le Nigéria à créer un spectacle extravagant alimenté par la nouvelle monnaie pétrolière. Un nouveau régime remplace l'administration Gowon et la date du festival est repoussée à 1977.
Pour générer de la publicité pour le festival, le comité international conseille à chaque zone d'encourager les festivals préliminaires. Quelques mini-festivals ont lieu, comme Carifesta (en) organisé par le Guyana, le Festival du Commonwealth à Londres, l'Exposition national du Ghana de l'artisanat et des arts et le Nafest du Nigeria. Le comité choisit par ailleurs comme emblème du festival une réplique du Masque-pendentif du Bénin du XVIe siècle du sculpteur nigerian Erhabor Emokpae (en),,.

### Installations

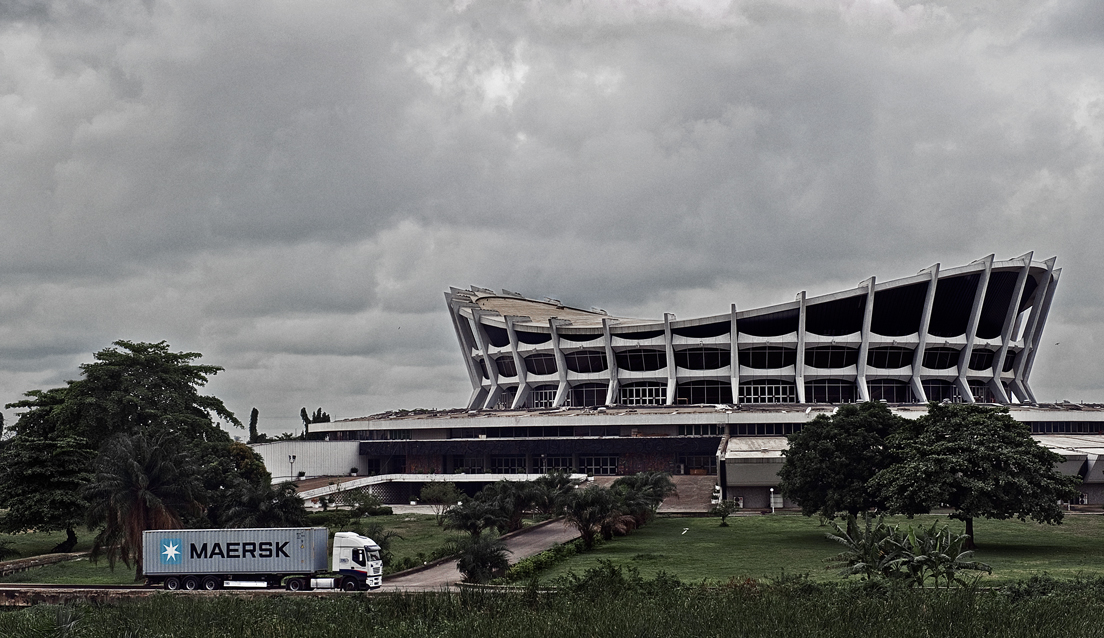
Le National Arts Theatre à Surulere.

La plupart des événements se tiennent dans quatre lieux principaux : le National Arts Theatre (en) et le Lagos National Stadium de Surulere, l'hôtel de ville de Lagos et la place Tafawa Balewa (en) de l'île Lagos.
Un lotissement connu sous le nom de Festac Village est construit pour accueillir environ 17 000 participants. Cependant, l'objectif à long terme du village dans le cadre du programme fédéral de logement est de soulager une partie de la pression du logement à Lagos. Il a été proposé que le lotissement soit construit dans un délai de deux ans et que plus de 40 entrepreneurs travaillent sur différents sites du projet. Au total, 5 088 logements sont construits avant le festival et 5 687 autres devaient être achevés avant la fin de 1977. Pendant le festival, le Festac Village est le lieu de répétitions et d’interactions entre les participants, jour et nuit. Le Festac Village est divisé en seize zones géographiques rassemblant les communautés noires et caribéennes, dont une zone pour l'Amérique du Sud et des zones pour des pays dont les populations ne sont traditionnellement pas d'origines africaines mais étant représentés par des Noirs (Amérique du Nord, Royaume-Uni, Europe — France, Allemagne de l'Ouest et Pays-Bas — et Australasie — Nouvelle-Zélande, Australie, Papouasie-Nouvelle-Guinée, Inde —).
Pour accueillir les représentations et les conférences, un théâtre polyvalent moderne est construit, servant également de centre durable de l’art et de la culture africains. La conception du théâtre est basée sur le Palais de la Culture et des Sports de Varna, en Bulgarie, avec la firme bulgare Technoexportstroy, engagée pour le construire. Le nouveau complexe comporte deux salles d’exposition, une salle de spectacles et d’événements d’une capacité de 5 000 personnes, une salle de conférence de 1 600 places et deux salles de cinéma. Le théâtre accueille la danse, la musique, les expositions d'art, le cinéma, le théâtre et le colloquium.

### Objectifs du festival
- Assurer la renaissance, la résurgence, la propagation et la promotion des cultures noires et africaines et des valeurs et civilisations culturelles noires et africaines ;
- Présenter les cultures noires et africaines dans leurs conceptions les plus hautes et les plus larges ;
- Mettre en lumière les diverses contributions des peuples noirs et africains aux courants universels de pensée et d’art ;
- Promouvoir les artistes, interprètes et écrivains noirs et africains et faciliter leur acceptation mondiale et leur accès aux débouchés mondiaux ;
- Promouvoir une meilleure compréhension internationale et interraciale ;
- Faciliter un retour périodique en Afrique des artistes, écrivains et interprètes noirs déracinés vers d'autres continents[13],[1],[14].

## Festival
La cérémonie d'ouverture du festival a lieu le 15 janvier 1977 dans le Lagos National Stadium de Surulere,. L'un des moments forts de la cérémonie est le défilé des participants représentant 48 pays devant des dignitaires en visite, des diplomates et le chef de l'État nigérian, Olusegun Obasanjo. Certains participants au défilé portent des robes de cérémonie colorées, certains hommes portent des échasses de 4 m et des danseurs nigérians portent des urnes enflammées sur la tête. Après les discours des dignitaires, pour symboliser la liberté et l'unité des peuples noirs, 1 000 colombes ont été relâchées, et un prêtre shangô a allumé la flamme du bol du festival. Au total, l'événement a compté environ 16 000 participants, représentant 56 pays africains et des pays de la diaspora africaine, pour plus de 200 000 visiteurs. Il s'agissait à cette époque du plus grand rassemblement panafricain jamais organisé.
Les activités du festival commencent généralement vers 9 heures du matin et durent jusqu'à minuit. Elles présentent au monde la musique, les beaux-arts, la littérature, le théâtre, la danse, la philosophie et les religions traditionnelles africaines
Le FESTAC 77 se clôt le 12 février 1977.

### Expositions
Les expositions se sont tenues dans le cadre de quinze expositions thématiques :
- « L'Afrique et l'Origine de l'Homme » / « L'Afrique et l'Histoire de l'Homme »
- « Arts domestiques traditionnels » / « Arts domestiques »
- « Artisanats »
- « Arts visuels »
- « Instruments de musique traditionnels »
- « Livres »
- « Costumes traditionnels »
- « Contributions des Noirs à la Science, la Technologie et les Inventions »
- « Mouvements de libération »
- « Montures animales »
- Pays invité (par l'Ethiopie)
- « Influence de l'Art africain sur l'Art européen » (par la France)
- « Durbar » à Kaduna (par le Nigeria — voir plus bas —)
- « Impact de la Culture noire au Brésil » (par le Brésil)
- « Planetarium »

Certaines expositions ont en revanche été annulées :
- « Architecture traditionnelle et contemporaine en hommage à la Femme africaine »
- « Religion »
- « Royauté et chefferie » (de clans, tribus, etc.)
- « Régate de canoës »

Plusieurs expositions d'art ont lieu au Théâtre national, au musée national du Nigeria et autour de la place Tafawa Balewa. Sur la place, chaque pays représenté au festival dispose d'un stand pour exposer peintures, instruments de musique, toiles tissées, livres et objets d'art. Les expositions les plus notables sont Africa and the Origin of Man (« L'Afrique et l'origine de l'Homme », au Théâtre national et Ekpo Eyo's 2000 Years of Nigerian Art (« 2000 ans d'art nigérian Ekpo Eyo »), qui comprend des terres cuites Nok, l'art de cour du Bénin, ainsi que des bronzes et autres objets d'art Igbo-Ukwu, Ife et Tsoede. Une exposition nigériane contemporaine présentant des œuvres de Bruce Onobrakpeya, Ben Enwonwu, Yusuf Grillo, Uche Okeke et Kolade Oshinowo fait aussi partie de l'événement. Une exposition sur la technologie architecturale africaine a également lieu au Théâtre national. Elle comprend des peintures, des dessins et des maquettes illustrant différents thèmes architecturaux tels que les structures en maçonnerie banco, les structures tendues et la cour berbère de Matmata.

### Durbar et régate
Le comité du festival achète un total de 2 003 bus de luxe de 45 places et 91 bus à 26 places pour des raisons de logistique. En effet, le festival du Durbar a lieu à Kaduna, une ville située à plus de 700 kilomètres de Lagos, du 5 au 8 février 1977. À l’origine, les durbars au Nigéria étaient des réceptions en l’honneur des princes ; à partir de 1911, quatre durbars avaient eu lieu au Nigéria avant 1977. Cependant, le Festac durbar est un spectacle où les émirs montent avec leur entourage de cavalerie, chameaux et artistes de spectacle en signe d'unité. Le durbar est une exposition de cavaliers et d’artistes tels que des musiciens jouant des cors, des kakakis, des tambaris et les tambours, et on compte dans l'entourage des artistes peuls, haoussas et bidas de mascarade. Le Festac durbar appartient aux anciennes coutumes haoussa, songhaï et kanembou, telles que Hawan Dawaki, également connu sous le nom de monte de chevaux, et une cérémonie militaire de Bornu appelée Tewur, qui est un rassemblement organisé par des cavaliers avant une campagne majeure. Les réunions annuelles des émirs peuls qui se sont tenues à la demande des califes de Sokoto à Kaura Namoda pour mobiliser des contingents lors d'expéditions contre des États hostiles sont un autre événement historique réapproprié lors de cette manifestation.
La régate de bateau est un autre événement organisé loin des sites habituels mais, contrairement au durbar, la régate se déroule à Lagos. La régate est un événement de trois jours présenté à Queen's Drive à Ikoyi. Les participants viennent principalement du Nigeria et les États représentés sont ceux d'Edo, Cross River, Imo, Kwara, Ogun, Ondo et de Lagos. Chaque bateau a une assemblée de musiciens, acrobates ou mascarades et danseurs. Plus de 200 bateaux participent à l'événement.

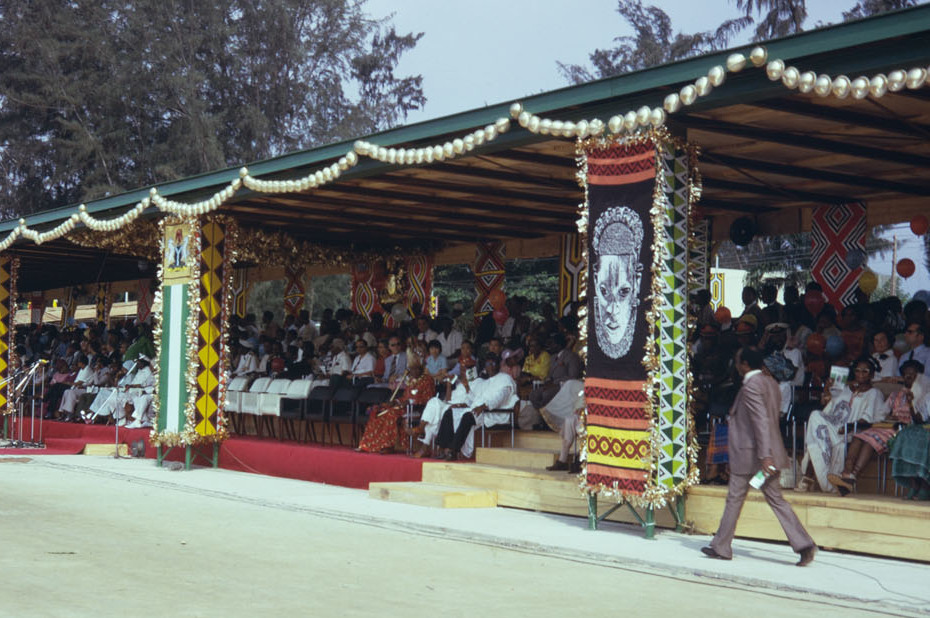
Grand Durbar, dans l'État de Kaduna
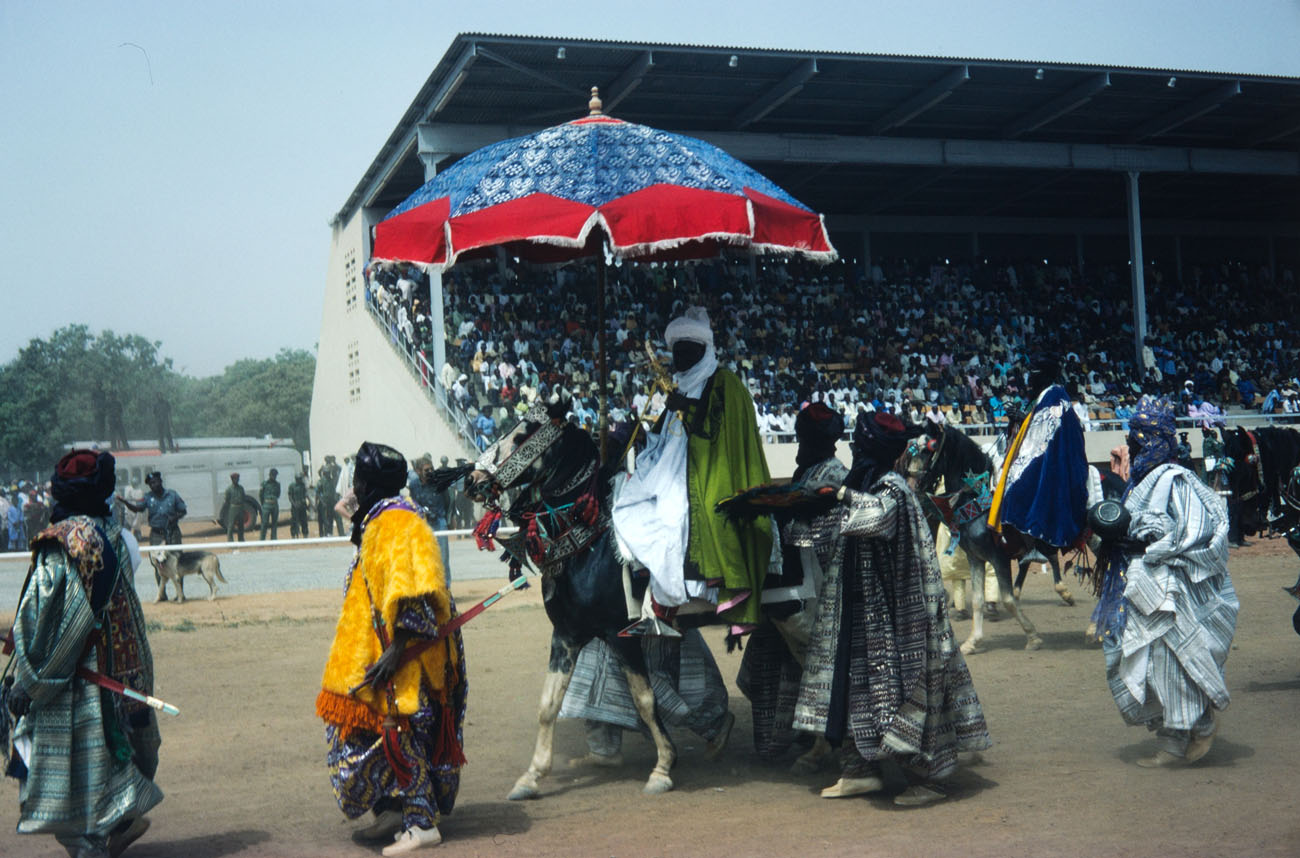
Grand Durbar, dans l'État de Kaduna
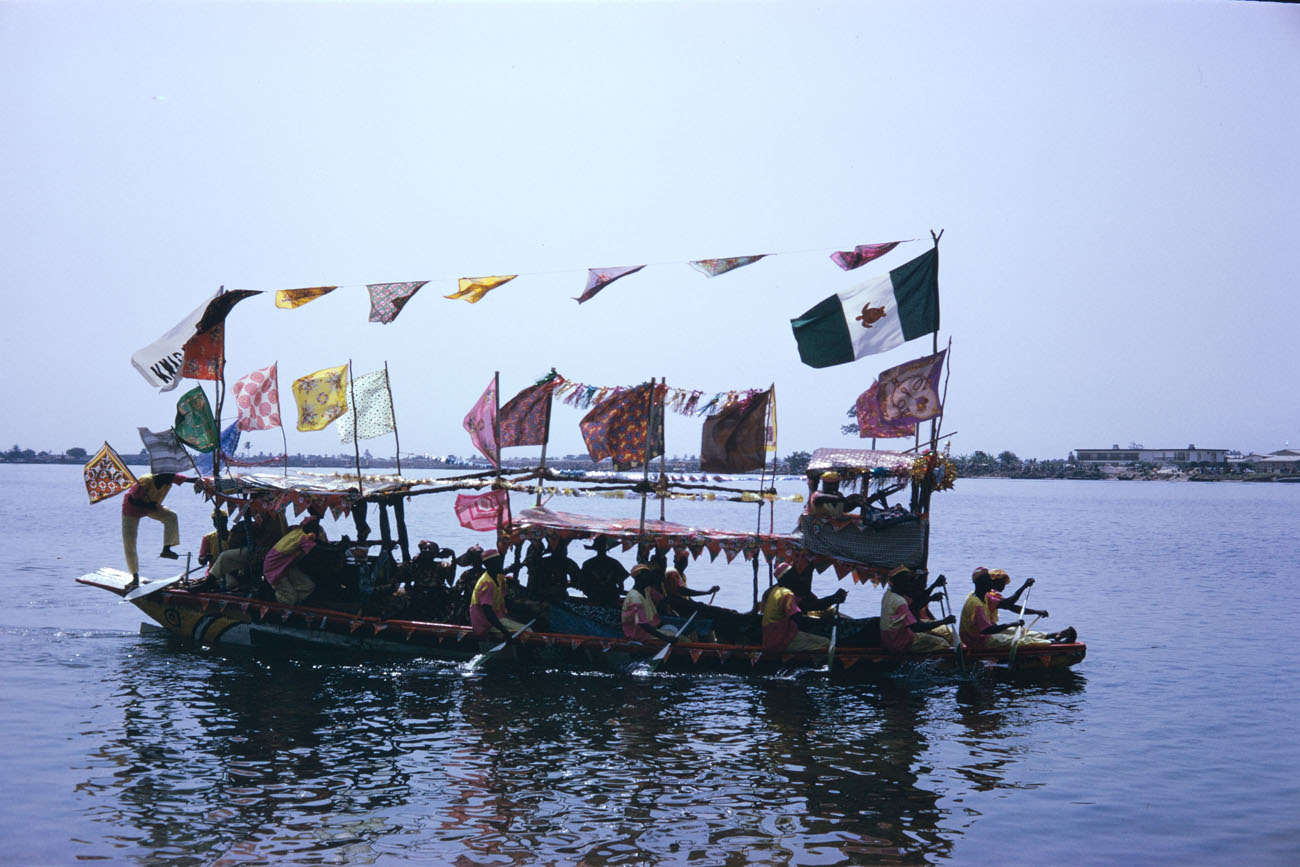
Régate à Lagos

### Arts visuels et spectacles
Des spectacles et des arts visuels tels que des films, des pièces de théâtre, de la musique et des danses ont été principalement mis en scène vers la fin des après-midi et des soirées au Théâtre national. Toutefois, certains spectacles de théâtre et de musique ont également été organisés sur la place Tafawa Balewa (en), avec habituellement des pièces de théâtre et de musique modernes l'après-midi et théâtre traditionnel et spectacles de musique organisés en soirée. Au total, environ 50 pièces de théâtre, 150 spectacles de musique et de danse, 80 films, 40 expositions d’art et 200 séances de poésie et de danse ont été organisés. À la veille des cérémonies d'inauguration, Sory Kandia Kouyaté, un maître Mande Griot, offre aux chefs d’État et de gouvernement un spectacle stellaire de voix et de kora. Les décors rappellent les cours impériales et royales de l'Afrique médiévale. Les autres musiciens qui ont joué sont Osibisa, Les Amazones de Guinée, Bembeya Jazz et Les Ballets africains de Guinée ; Franco Luambo du Congo ; Mighty Sparrow (en) de Grenade ; Miriam Makeba, Louis Moholo et Dudu Pukwana (en) d'Afrique du Sud ; Invaders Steelband de Guyane ; Gilberto Gil du Brésil, ou encore des artistes américains tels que Donald Byrd, Randy Weston, Stevie Wonder et Sun Ra,,.
Outre de nombreux concerts, un congrès musical a lieu le 29 janvier 1977 sous la direction du compositeur Akin Euba. Ont également participé à cette rencontre les ethnomusicologues Mwesa Isaiah Mapoma (en), Joseph Hanson Kwabena Nketia et Mosunmola Omibiyi. Parmi les autres personnes présentes figuraient des instrumentistes, des chanteurs, des professeurs d'école publique et des étudiants diplômés en musique. Pendant plus de deux heures, les participants ont discuté de questions d'intérêt mutuel et ont exploré les moyens d'améliorer les activités musicales parmi les Africains, à la fois sur le continent et dans la diaspora.

### Lecolloquium
Le colloquium (ou colloque) est au cœur du festival et se tient quotidiennement pendant les deux premières semaines d’activités. Environ 700 écrivains, artistes et spécialistes participent aux conférences. Les conférences abordent des sujets tels que le manque de liberté intellectuelle et l'ambivalence des pays du tiers monde qui font parfois appel à leurs colonisateurs pour acquérir une expertise tout en essayant de se construire une image de confiance et d'indépendance. Le but déclaré du colloque est de chercher des réponses aux questions de savoir comment faire revivre et encourager les artistes noirs et africains et comment obtenir leur acceptation internationale ainsi que faciliter l'accès à l'acquisition de leurs œuvres.
Ces réflexions s'articulent autour des thèmes suivants :
- « La civilisation noire et la pédagogie traditionnelle et moderne »
- « La civilisation noire et le développement d'un langage national indigène »
- « La civilisation noire et la religion »
- « La civilisation noire et l'histoire politique »
- « La civilisation noire et les médias de masse »
- « La civilisation noire et l'industrialisation »
- « La civilisation noire et le gouvernement moderne »

Parmi les plus éminents intervenants figurent Clarival do Prado Valladares, Lazarus Ekwueme (en), Babs Fafunwa (en) et Eileen Southern.

## Accueil et répercussions
Bien que certains manques se soient fait noter au niveau de la modernité des infrastructures et que les prix aient généralement été jugés élevés, l'accueil local très chaleureux, la qualité des événements et les nombreux échanges respectueux entre les différents intervenants ont fait du FESTAC 77 une vraie réussite. Iris Kay donne comme exemple que, s'il manquait des couvertures ou des coussins sur des lits et que le papier toilette se faisait rare, nourriture et de boissons n'ont jamais manqué. Cela favorisait d'incessants échanges culturels entre les participants, qui prenaient pleinement possession de tout espace libre pour jouer de la musique, danser, etc.. Le transports entre les villes a aussi été un problème récurrent, tandis qu'un nombre arrêté mais insuffisant de bus et voitures était alloué à chaque pays.
Après la réussite du festival, le Nigeria, pays hôte, a gardé les objets façonnés des 59 pays et communautés. Cela a conduit à la création du Center for Black and African Arts and Civilization (« Centre pour les arts et la civilisation noirs et africains », ou CBACAC), une agence parapublique fédérale dotée de bureaux à Marina (Lagos) et Abuja. Les monuments du festival sont actuellement conservés dans un musée de ce centre. L’organisation du festival a conduit à la création du Conseil national des arts et de la culture du Nigéria, Festac Town (en) et du National Arts Theatre (en), à Lagos.
La photographe Marilyn Nance (en), photographe officielle de la zone nord-américaine (NAZ) du FESTAC 77, possède et entretient des archives de la participation du contingent américain. Double finaliste du prix W. Eugene Smith, elle est plus connue pour sa documentation complète sur le FESTAC 77[réf. nécessaire].
Une exposition organisée par Theaster Gates (en) et Romi Crawford a présenté une multitude de photographies, dont certaines n'ont jamais été montrées au public, du photographe de Chicago Karega Kofi Moyo. L'exposition, K. Kofi Moyo et FESTAC '77 : The Activation of a Black Archive, a été présentée à la galerie d'exposition du Logan Center for the Arts de l'université de Chicago en 2021. L'exposition est le fruit des recherches menées par Gates et Crawford dans le cadre d'une bourse Mellon du Richard and Mary L. Gray Center.